# Département Loire
Koordinaten: 45° 26′ N, 4° 23′ O

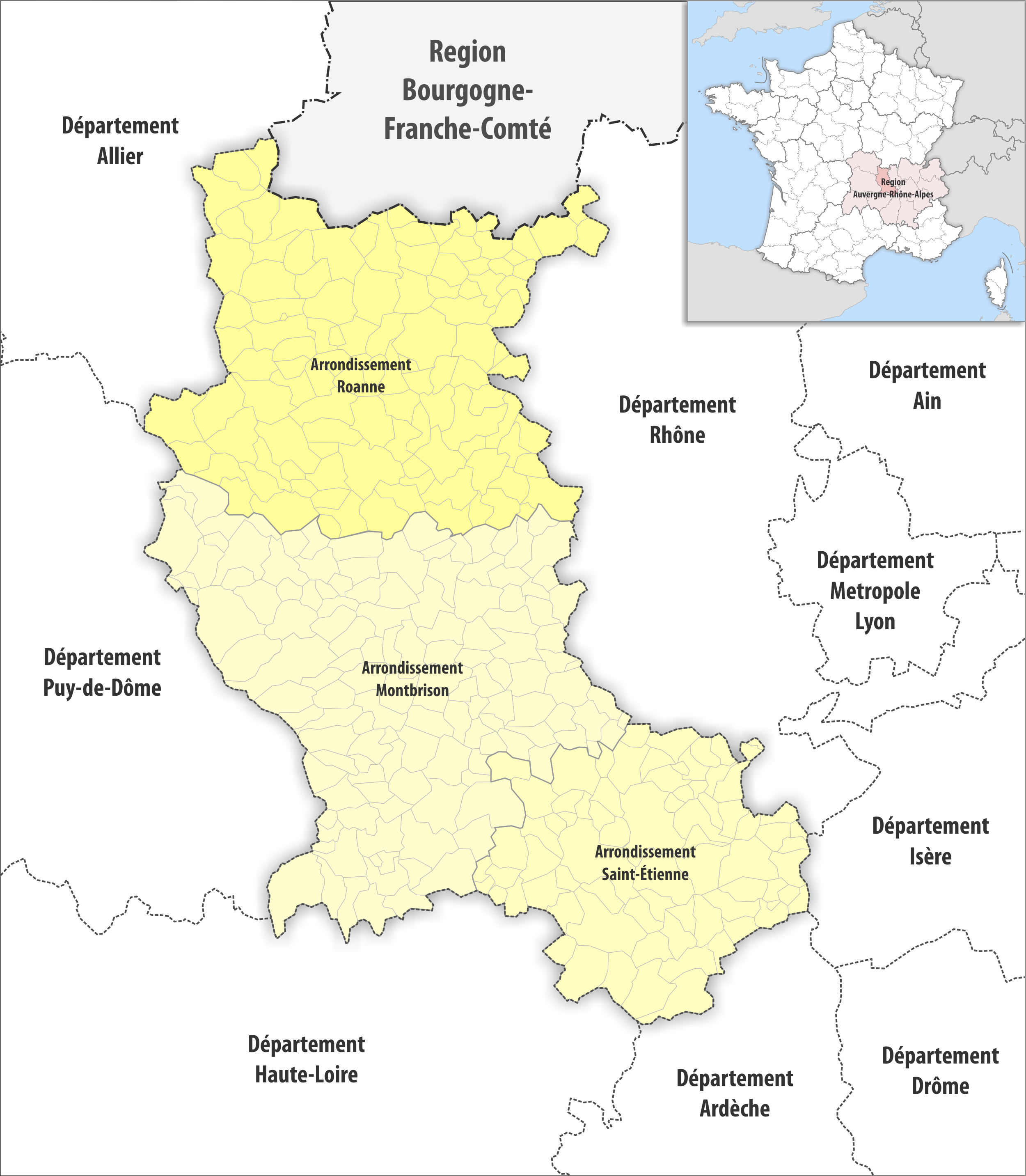
Gemeinden und Arrondissemente im Département Loire

Das Département de la Loire [ˈlwaːʀ] ist das französische Département mit der Ordnungsnummer 42. Es liegt im Osten des Landes in der Region Auvergne-Rhône-Alpes und wurde nach dem Fluss Loire benannt.

## Geografie
Das Département liegt am Oberlauf des Flusses Loire und grenzt an die Départements Rhône, Isère, Ardèche, Haute-Loire, Puy-de-Dôme, Allier und Saône-et-Loire.

## Wappen
Beschreibung: In Rot ein goldener Delfin.

## Geschichte
Das Département Loire entstand am 19. November 1793, als das Département Rhône-et-Loire in die Départements Loire und Rhône aufgeteilt wurde. Es entspricht im Wesentlichen der ehemaligen Provinz Forez.

## Städte
- Saint-Étienne
- Roanne

## Verwaltungsgliederung
| Arrondissement    | Kantone | Gemeinden | Einwohner 1. Januar 2022 | Fläche km² | Dichte Einw./km² | Code INSEE |
| ----------------- | ------- | --------- | ------------------------ | ---------- | ---------------- | ---------- |
| Montbrison        | 5       | 132       | 186.822                  | 1.943,21   | 96               | 421        |
| Roanne            | 6       | 113       | 158.210                  | 1.779,87   | 89               | 422        |
| Saint-Étienne     | 12      | 75        | 427.009                  | 1.057,51   | 404              | 423        |
| Département Loire | 21      | 320       | 772.041                  | 4.780,59   | 161              | 42         |

## Persönlichkeiten
- Claude Drevet (1697–1781), Kupferstecher

Siehe auch:
- Liste der Gemeinden im Département Loire
- Liste der Kantone im Département Loire
- Liste der Gemeindeverbände im Département Loire